# Maurice Risch
Maurice Risch (* 25. ledna 1943 Paříž) je francouzský filmový a divadelní herec a dabér.
Vystudoval Conservatoire national supérieur d'art dramatique. Pro film ho objevil v roce 1966 Louis de Funès, s nímž hrál ve filmech Grand restaurant pana Septima, Senzační prázdniny a především Četník a mimozemšťané a Četník a četnice, kde ztvárnil jednu z hlavních rolí Beaupieda. Působil také v pařížských divadlech Théâtre du Palais-Royal, Théâtre des Bouffes-Parisiens a Théâtre des Nouveautés, kde některá představení také režíroval.
Ztvárňoval obdobný typ komického tlouštíka jako Jacques Villeret, často si je pletli i odborníci. Jejich podobnosti využil režisér Jacques Rozier ve filmu Les Naufragés de l'île de la Tortue, kde je obsadil do rolí bratrů. Svoje schopnosti zahrát tragickou postavu prokázal Maurice Risch ve válečném filmu Poslední metro. Jedinou hlavní roli měl ve filmu Gros dégueulasse.